# Gemeinde Radenci

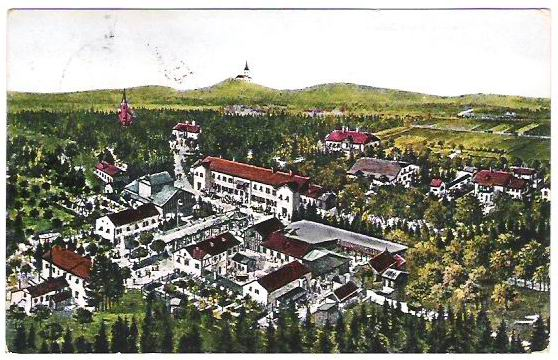
Postkarte von Radenci aus dem Jahr 1926.

Die Gemeinde Radenci ist eine Gemeinde im Nordosten Sloweniens. Sie liegt in der historischen Landschaft Spodnja Štajerska (Untersteiermark), Region Pomurska.
Verwaltungssitz ist die Ortschaft Radenci (deutsch, historisch: Bad Radein).

## Lage
Radenci liegt am östlichen Rand der Slovenske gorice (Windische Bühel) in der Kleinregion Prlekija am rechten Ufer der Mur (Mura). Auf dieser Seite des Flusses gibt es eine kleine Ebene, die Radensko polje (Radeiner Feld) genannt wird, welche nach Südwesten hin noch auf dem Gemeindegebiet in die hügeligen Slovenske gorice übergeht.

## Ortschaften
Die Gemeinde umfasst 22 Ortschaften. Die deutschen Exonyme in den Klammern wurden bis zum Abtreten des Gebietes an das Königreich der Serben, Kroaten und Slowenen im Jahr 1918 vorwiegend von der deutschsprachigen Bevölkerung verwendet und sind heutzutage größtenteils unüblich. (Einwohnerzahlen Stand 1. Januar 2017):
- Boračeva (Woritschau), 405
- Hrastje-Mota (Eichdorf-Mauthdorf), 355
- Hrašenski Vrh (Eichberg), 102
- Janžev Vrh (Janischberg), 260
- Kapelski Vrh (Kapellenberg), 235
- Kobilščak, 52
- Kocjan (Katzian), 52
- Melanjski Vrh, 28
- Murski Vrh, 90
- Murščak (Murberg), 144
- Okoslavci (Koslafzen), 245
- Paričjak, 220
- Rački Vrh (Ratzenberg), 78
- Radenci (Radein), 2.157
- Radenski Vrh (Radeinberg), 172
- Rihtarovci (Richterofzen), 104
- Spodnji Kocjan (Unterkatzian), 53
- Šratovci (Schrottendorf), 177
- Turjanci (Siebeneichen), 104
- Turjanski Vrh, 77
- Zgornji Kocjan (Oberkatzian), 30
- Žrnova, 20

## Sehenswürdigkeiten
- Thermalquellen

## Nachbargemeinden
| Gornja Radgona | Bad Radkersburg (A)                         | Tišina        |
| Gornja Radgona | Kompassrose, die auf Nachbargemeinden zeigt | Murska Sobota |
| Gornja Radgona | Sveti Jurij ob Ščavnici                     | Križevci      |

## Thermalquellen

Logo des Radenska-Mineralwassers

Bekannt ist der Ort durch ihre Thermen. Karel Henn, ein Student und später Arzt, entdeckte die ersten Quellen 1833. Der Kurbetrieb fing mit den ersten Gästen 1882 an. Die Therme Radenci wurde zu einem beliebten Gesundheitsbad. 1988 wurde die neue Quelle entdeckt und erschlossen, das Bad ausgebaut und modernisiert.
In über 30 Länder wird das Mineral- und Heilwasser, welches unter dem Markennamen Radenska bekannt ist, exportiert. Schon 1869 wurden die ersten Flaschen abgefüllt. Dieses Wasser wurde sogar am Wiener Hof und im Vatikan getrunken.